# René Servant
 (février 2012).
Si vous disposez d'ouvrages ou d'articles de référence ou si vous connaissez des sites web de qualité traitant du thème abordé ici, merci de compléter l'article en donnant les références utiles à sa vérifiabilité et en les liant à la section « Notes et références ».
Georges Léon René Servant, né le 9 juin 1883 à Paris où il est mort le 24 février 1947, est un photographe français.

## Biographie
René Servant a commencé la photographie très jeune, initié par son père. Licencié es sciences, il est diplômé de chimie générale le 27 juin 1906, de chimie industrielle et agricole le 9 décembre 1907 et de minéralogie le 3 juillet 1908, le tout à Dijon.
En 1901, il fait des études à Fribourg en Suisse, sous la garde de Brunhes, chez Stutz. 
Il fut un des trois professeurs avec Paul Kovalski et Gertrude Fehr (née Fuld) de l'école de photographie Publi-Phot, fondée en 1934 par Gertrude Fehr et son mari Jules Fehr (40 élèves), fermée en 1939 et transportée à Lausanne en 1940.
Il fait partie des treize membres de 1938 du groupe « Le Rectangle : Association de Photographes Illustrateurs et Publicitaires Français » fondé en 1937 par Emmanuel Sougez, avec Pierre Jahan, Pierre Adam, Marcel Arthaud, Serge Boiron, Louis Caillaud, Yvonne Chevallier, André Garban, Henri Lacheroy, Gaston Paris, Jean Roubier et Philippe Pottier. Certains de ce groupe deviendront après-guerre le Groupe des XV.